# Scinax rizibilis
Scinax rizibilis és una espècie de granota de la família dels hílids. És endèmica del Brasil.
El seu hàbitats natural inclou boscos tropicals o subtropicals secs i a baixa altitud i maresmes intermitents d'aigua dolça. Està amenaçada d'extinció per la destrucció del seu hàbitat natural.